# Nässjasjön (Ingatorps socken, Småland)
Nässjasjön är en sjö i Eksjö kommun i Småland och ingår i Emåns huvudavrinningsområde. Sjön är 12 meter djup, har en yta på 0,288 kvadratkilometer och befinner sig 214,1 meter över havet. Vid provfiske har abborre, braxen, gädda och mört fångats i sjön.

## Delavrinningsområde
Nässjasjön ingår i det delavrinningsområde (639087-147598) som SMHI kallar för Mynnar i Ingatorpasjön. Medelhöjden är 221 meter över havet och ytan är 19,05 kvadratkilometer. Det finns inga delavrinningsområden uppströms utan avrinningsområdet är högsta punkten. Vattendraget som avvattnar avrinningsområdet har biflödesordning 3, vilket innebär att vattnet flödar genom totalt 3 vattendrag innan det når havet efter 155 kilometer. Delavrinningsområdet består mestadels av skog (74 procent) och jordbruk (15 procent). Avrinningsområdet har 0,37 kvadratkilometer vattenytor vilket ger det en sjöprocent på 1,9 procent. Bebyggelsen i området täcker en yta av 0,22 kvadratkilometer eller 1 procent av avrinningsområdet.